# Thereza albiornata
Thereza albiornata is een hooiwagen uit de familie Gonyleptidae.